# Siphocampylus macropodus
Siphocampylus macropodus là loài thực vật có hoa trong họ Hoa chuông. Loài này được (Thunb.) G.Don miêu tả khoa học đầu tiên năm 1834.